# Raymond Ledrut
Raymond Ledrut, né le 1er avril 1919 à Paris et mort le 6 janvier 1987 à Cornebarrieu, est un sociologue et professeur de philosophie français.

## Biographie
Raymond Ledrut est agrégé de philosophie et docteur ès lettres de la faculté des lettres de Paris (1966).
Il est d'abord professeur de philosophie au lycée Pierre-de-Fermat de Toulouse, puis professeur de sociologie à l'université de Toulouse-Le Mirail. Il devient directeur de la revue Espaces et sociétés de 1974 à 1987. Il a donné son nom au département « Sociologie et anthropologie » de l'université Toulouse-Jean-Jaurès l'Institut Raymond-Ledrut.

## Publications
- Sociologie du chômage, Presses universitaires de France, 1966, 547 p. [4]
- « Le concret en sociologie », in Les Études philosophiques, 1967.
- L'espace social de la ville : problèmes de sociologie appliquée à l'aménagement urbain, Anthropos, 1968, 71 p.[5],[6],[7].
- Sociologie urbaine, PUF, 1968, 229 p. (présentation en ligne), 3e éd. mise à jour 1979, 231 p.[8],[9].
- Les images de la ville, Anthropos, 1973, 388 p.
- Conscience de la ville, Anthropos, 1977, IV-302 p. (Thèse "Sens et connaissance de la ville")
- L'espace en question ou Le nouveau monde urbain, Anthropos, 1977, 361 p.
- La Révolution cachée, Casterman, 1979, 180 p. (présentation en ligne).[10]
- La forme et le sens dans la société, Librairie des Méridiens, 1984, 192 p. (présentation en ligne).
- « Le qualitatif et le quantitatif », Recherches sociologiques, Louvain, vol. XVI, 2 (1985).
- Dits et inédits, Presses universitaires du Mirail, 1990, 192 p.